# Waterfall: The Essential Dance Remix Collection
Waterfall: The Essential Dance Remix Collection – remix album niemieckiego trio Cascada wydany 18 lipca 2006 roku. Zawiera on piosenki Cascady w remiksach, a także singiel "Truly Madly Deeply" w kilku remiksach.

## Lista utworów
1. "Big Boom Bang"
2. "7 Years and 50 Days"
3. "The Love You Promised"
4. "I Will Believe It"
5. "Tomorrow"
6. "Little Star"
7. "Rock"
8. "Hurricane"
9. "Sound of My Dreams"
10. "Can I Get a Witness"
11. "Magic Summer Night"
12. "Bom Bom - Suenan"
13. "I Can't Stand It"

## Inne wydanie
Dysk 1
1. "Shut Up!"
2. "7 Years & 50 Days"
3. "I Will Believe It"
4. "The Love You Promised"
5. "I Can't Stand It"
6. "Can I Get a Witness?"
7. "Hurricane"
8. "Magic Summer Night"
9. "Show Me Your Love"
10. "Little Star"
11. "Big Bad Love Cascada"
12. "Big Boom Bang"
13. "Rock!"
14. "Revolution Cascada"

Dysk 2
1. "Truly Madly Deeply (UK Club Mix)" Cascada, Hayes, Jones
2. "Truly Madly Deeply (UK Radio Edit)"
3. "Truly Madly Deeply (DJ Bomba & El Senor Remix)"
4. "Truly Madly Deeply (Original Dance Mix)"
5. "Truly Madly Deeply (Dance Edit)"
6. "Truly Madly Deeply (Styles & Breeze Remix)"
7. "Truly Madly Deeply (Thomas Gold Remix)"
8. "Truly Madly Deeply (Tune Up! Remix)"
9. "Truly Madly Deeply (Tune Up! Edit)"